# Zico Waeytens
Zico Waeytens (né le 29 septembre 1991 à Ledegem) est un coureur cycliste belge. Professionnel de 2012 à 2019, il compte une victoire professionnelle, une étape du Tour de Belgique 2016.

## Biographie

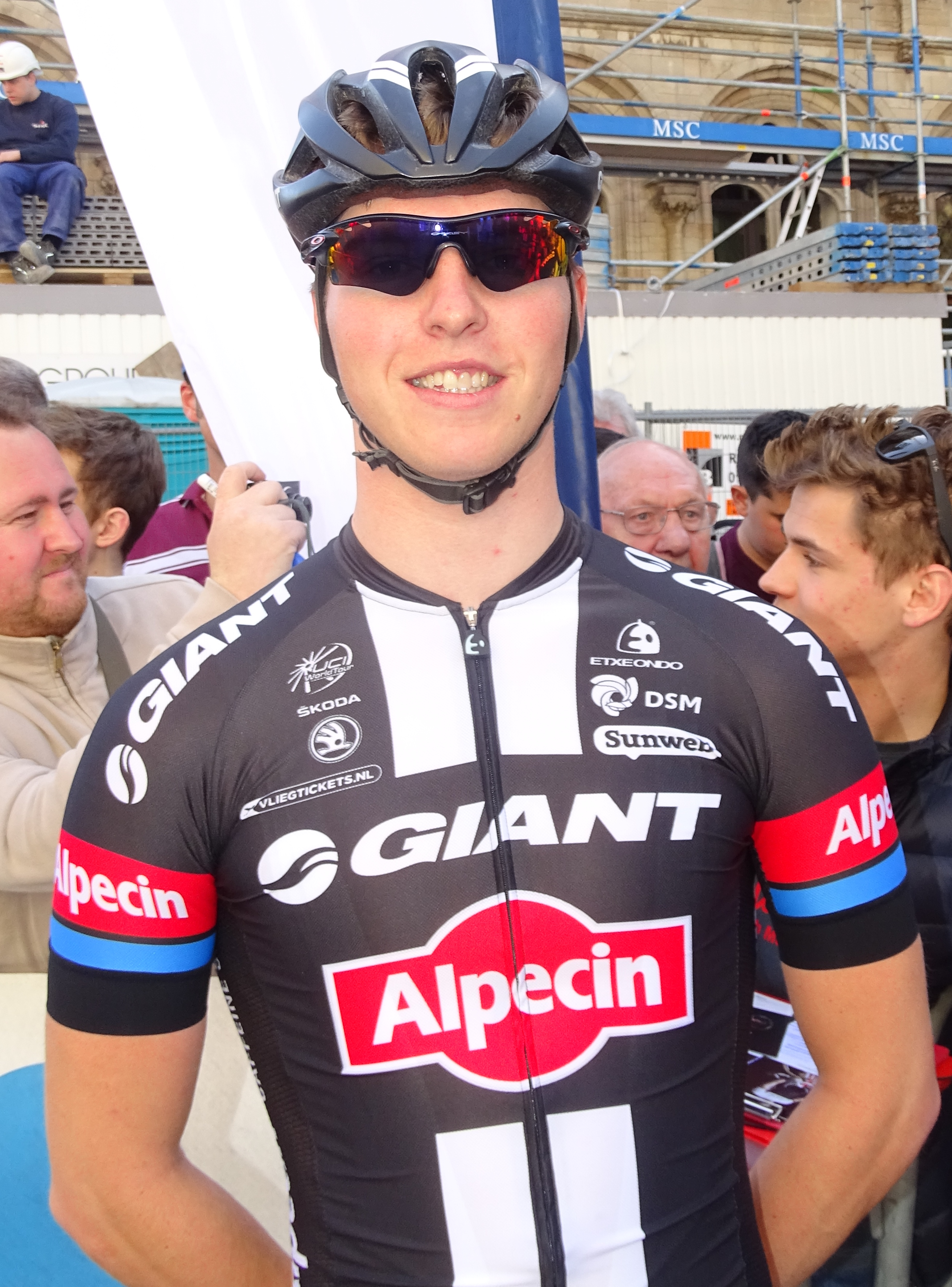
Zico Waeytens lors du départ de la Flèche brabançonne 2015 à Louvain.

Zico Waeytens naît le 29 septembre 1991 à Ledegem en Belgique. En 2009, il obtient plusieurs résultats sur le circuit international chez les juniors (moins de 19 ans). Il gagne notamment le Tour d'Istrie, l'une des  manches de la Coupe des Nations juniors.
Après un stage effectué fin 2011, il passe professionnel en 2012 dans l'équipe Topsport Vlaanderen-Baloise.
En 2014, lors du Tour de Wallonie, il termine à la première place du classement du meilleur sprinteur, tout en ayant été leader de ce classement durant les cinq jours de course. Il arrive troisième au Grand Prix de la ville de Zottegem, remporté par son coéquipier Edward Theuns.
Entre 2015 et 2017, il est membre de l'équipe World Tour Giant, devenue Sunweb entre-temps. En 2015 et 2016, il participe à deux reprises au Tour d'Espagne. En 2016, il gagne la 5e étape du Tour de Belgique. 
En 2018, il rejoint l'équipe Verandas Willems-Crelan. Au deuxième semestre, il termine dixième de la première édition de la Great War Remembrance Race, une nouvelle course cycliste disputée en Belgique.
En 2019, il rejoint Cofidis, puis à 28 ans, il met un terme à sa carrière de coureur à l'issue de la saison. Il pratique ensuite la boxe et effectue son premier combat en avril 2020.

## Palmarès et classements mondiaux

### Palmarès amateur
- 2008[1]
  - 3e championnat de Belgique sur route juniors
- 2009
  - Tour d'Istrie :
    - Classement général
    - 2e étape

  - Classement général de Liège-La Gleize
  - 3e de la Classique des Alpes juniors
  - 10e du championnat d'Europe sur route juniors
- 2010
  - 1re étape du Tour de Navarre
  - 3e du Grand Prix de Waregem
- 2011
  - Flèche ardennaise

### Palmarès professionnel
- 2013
  - 3e du Tour des Fjords
- 2014
  - 3e du Grand Prix de la ville de Zottegem[3]
- 2015
  - 3e du Velothon Berlin
- 2016
  - 5e étape du Tour de Belgique

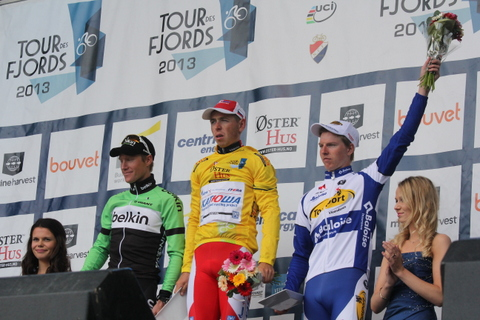
Podium de l'édition 2013 du Tour des Fjords : Lars Petter Nordhaug (2e), Sergey Chernetskiy (1er) et Zico Waeytens (3e).
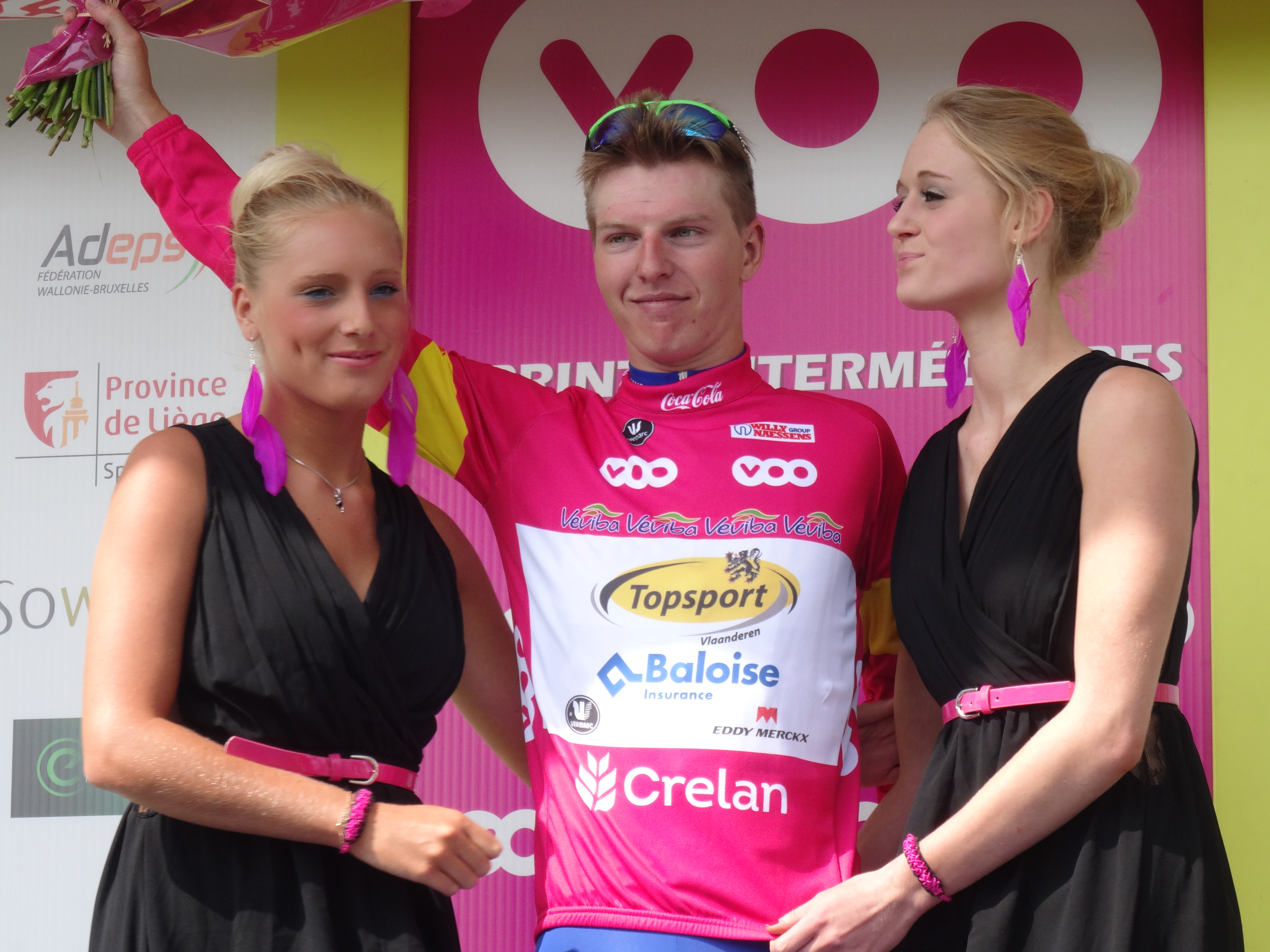
Zico Waeytens, vainqueur du classement du meilleur sprinteur du Tour de Wallonie 2014.
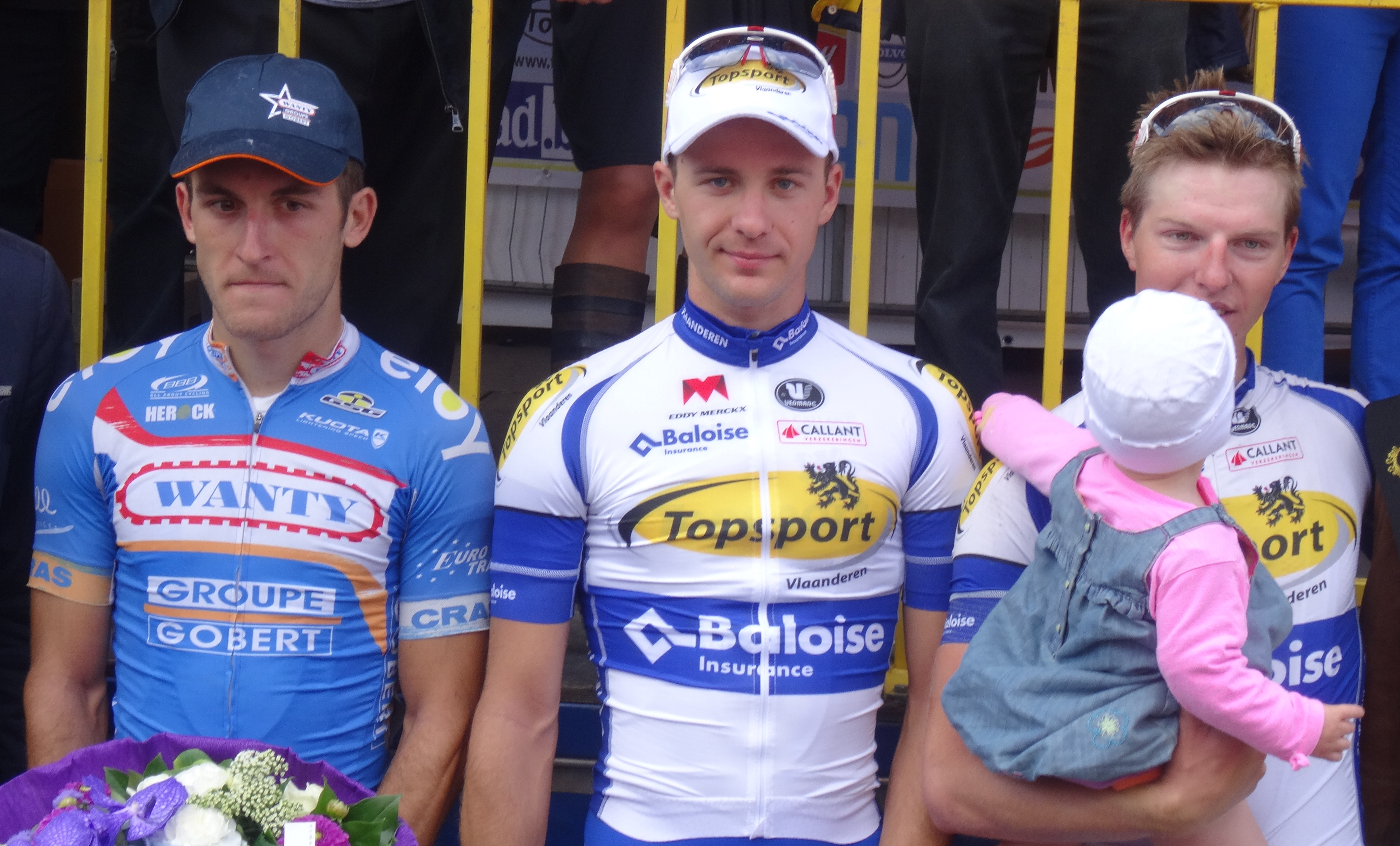
Podium de l'édition 2014 du Grand Prix de la ville de Zottegem : Tim De Troyer (2e), Edward Theuns (1er) et Zico Waeytens (3e).

### Résultats sur les grands tours

#### Tour d'Espagne
2 participations
- 2015 : 157e
- 2016 : abandon (13e étape)

### Classements mondiaux
| Année           | 2010   | 2011 | 2012 | 2013 | 2014 | 2015 |
| --------------- | ------ | ---- | ---- | ---- | ---- | ---- |
| UCI World Tour  |        |      |      |      |      | nc   |
| UCI Europe Tour | 1 109e | 263e | 566e | 280e | 164e |      |